# 冯·诺伊曼代数
数学中，冯·诺伊曼代数或W*-代数是希尔伯特空间上有界算子的*-代数，在弱算子拓扑中封闭，并包含恒等算子，是一类特殊的C*-代数。
冯·诺伊曼代数由约翰·冯·诺依曼提出，源于对单算子、群表示论、遍历理论和量子力学的研究。冯·诺伊曼双连续定理表明，解析定义等同于作为对称性代数的纯代数定义。
冯·诺伊曼代数的两个基本例子：
- 实线上本质有界的可测函数环{\displaystyle L^{\infty }(\mathbb {R} )}是交换冯·诺伊曼代数，其元素在平方可积函数的希尔伯特空间{\displaystyle L^{2}(\mathbb {R} )}上通过逐点乘充当乘法算子。
- 希尔伯特空间{\displaystyle {\mathcal {H}}}上所有有界算子的代数{\displaystyle {\mathcal {B}}({\mathcal {H}})}是冯·诺伊曼代数，若希尔伯特空间维度至少为2，则是非交换的。

von Neumann (1930)在1929年首次研究了冯·诺伊曼代数，他和Francis Murray在20世纪30、40年代撰写的一系列论文中（F.J. Murray & J. von Neumann 1936, 1937, 1943、J. von Neumann 1938, 1940, 1943, 1949）称之为算子环，发展了冯·诺伊曼代数的基本理论，重印于von Neumann (1961)。
关于冯·诺伊曼代数的介绍见Jones (2003)、Wassermann (1991)的注，及Dixmier (1981)、Schwartz (1967)、Blackadar (2005)、Sakai (1971)等书。Takesaki (1979)的系列著作对冯·诺伊曼代数进行了百科全书式阐述。Connes (1994)讨论了更高级的主题。

## 定义
冯·诺伊曼代数有3种常见定义。
- （希尔伯特空间上的）有界算子的弱闭*-代数（包含恒等）。这定义中，弱（算子）拓扑可换成其他常见拓扑，如强、超强、超弱算子拓扑。在范数拓扑下封闭的有界算子的*-代数是C*-代数，因此冯·诺伊曼代数都是C*-代数。
- 对对合（*-运算）封闭的有界算子的子代数，且等于其双交换子，或等价于在*下封闭的某子代数的交换子。冯·诺伊曼双交换定理(von Neumann 1930)指出，前两个定义等价。
- 前两个定义将冯·诺伊曼代数描述为作用于某给定希尔伯特空间的算子集。Sakai (1971)指出，冯·诺伊曼代数也可抽象地定义为有预对偶的C*-代数；也就是说，冯·诺伊曼代数作为巴拿赫空间是另一些巴拿赫空间的对偶，称作预对偶。冯·诺伊曼代数的预对偶在同构意义上是唯一的。有人用“冯·诺伊曼代数”表示与希尔伯特空间作用匹配的代数，“W*-代数”表示抽象概念，于是，冯·诺伊曼代数是W*-代数、希尔伯特空间与其上合适的忠实酉作用构成的。冯·诺伊曼代数的具体定义和抽象定义同C*-代数类似，后者可定义为希尔伯特空间上算子的对范数封闭的*-代数，或满足{\displaystyle ||aa^{*}||=||a||\ ||a^{*}||}的巴拿赫*-代数。

## 术语
冯·诺伊曼代数中一些术语可能令人困惑，且在本理论之外往往有不同含义。
- 因子（factor）是具有平凡中心的冯·诺伊曼代数，即中心只含标量算子。
- 有限冯·诺伊曼代数是有限因子的直积分（即冯·诺伊曼代数有忠实的正规迹态{\displaystyle \tau :M\rightarrow \mathbb {C} }[2]）。同样，紧合无限（properly infinite）冯·诺伊曼代数是紧合无限因子的直积分。
- 作用于可分希尔伯特空间的冯·诺伊曼代数也可分，注意这类代数在范数拓扑中常常不再可分。
- 希尔伯特空间上有界算子集生成的冯·诺伊曼代数是包含所有算子的最小冯·诺伊曼代数。

- 两希尔伯特空间上各自冯·诺伊曼代数的张量积是由代数张量积生成的冯·诺伊曼代数，被视作希尔伯特空间的张量积上的算子。

遗忘冯·诺伊曼代数上的拓扑，就可将其看做（含幺）*-代数，或就只是一个环。冯·诺伊曼代数是半遗传的：射影模的每个有限生成子模也是射影的。冯·诺伊曼代数的底环有多次公理化尝试，如贝尔*-环、AW*-代数等。有限冯·诺伊曼代数的隶属算子的*-代数是冯·诺伊曼正则环。（冯·诺伊曼代数本身一般不是冯·诺伊曼正则的）

## 交换冯·诺伊曼代数
交换冯·诺伊曼代数和测度空间的关系类似于交换C*-代数和局部紧豪斯多夫空间的关系。对度量空间{\displaystyle (X,\ \mu )}，交换冯·诺伊曼代数都同构于{\displaystyle L^{\infty }(X)}；反之，对σ-有限度量空间，*-代数{\displaystyle L^{\infty }(X)}都是冯·诺伊曼代数。
于是，冯·诺伊曼代数理论也称作非交换测度论，C*-代数理论也称作非交换拓扑(Connes 1994)。

## 投影
冯·诺伊曼代数中，满足{\displaystyle E=EE=E^{*}}的算子E称作投影，是H在某闭子空间上的正交投影算子。若希尔伯特空间H的子空间是M中某投影的像，则称其属于冯·诺伊曼代数M，这建立了M的投影和属于M的子空间之间建立了一一对应关系。非正式地说，子空间是可用M的元素来描述的闭空间。
可以证明，M中任意算子的像的闭包和M中任意算子的核都属于M；另外，属于M的任何子空间在M的算子下的像的闭包也属于M（这些是极分解的结果）。

### 投影比较理论
投影的基本理论由Murray & von Neumann (1936)提出。属于M的两子空间若存在属于冯·诺伊曼代数的部分等距映射，将一者同构地映射到另一者，则称它们（穆雷-冯·诺伊曼）等价。若相应子空间等价，或有H的部分等距，将E的像同构映射到F的像，且是冯·诺伊曼代数的元素，则称E等价于F。另一种说法是，若对M中某部分等距u，满足{\displaystyle E=uu^{*},\ F=u^{*}u}，则称E等价于F。
由此定义的等价关系~是可加的：设{\displaystyle E_{1}\sim F_{1},\ E_{2}\sim F_{2}}。若{\displaystyle E_{1}\perp E_{2},\ F_{1}\perp F_{2}}，则{\displaystyle E_{1}+E_{2}\sim F_{1}+F_{2}}。若在~的定义中要求酉等价（对幺元u，若{\displaystyle u^{*}Eu=f}，则{\displaystyle E\sim F}），那么可加性一般不成立。薛定谔-伯恩斯坦定理给出了穆雷-冯·诺伊曼等价的充分条件。
属于M的子空间通过包含而部分有序，产生了投影的偏序≤。在投影的等价类集上还有一个自然偏序，来自投影的偏序≤。若M是因子，则≤是投影等价类上的总阶，下详。
若不存在等价于E的投影F < E（即{\displaystyle F\leq E,\ F\neq E}），则称投影（或属于M的子空间）E为有限投影。例如，有限维投影（或子空间）都有限（因为希尔伯特空间之间的等距性使维数固定不变），而无限维希尔伯特空间上的恒等算子在其上所有有界算子的冯·诺伊曼代中并不是有限的，因为其与自身的一个适当子集同构。不过，无限维子空间也有可能有限。
正交投影是{\displaystyle L^{\infty }(\mathbb {R} )}中指示函数的非交换类似物。{\displaystyle L^{\infty }(\mathbb {R} )}是由指示函数生成的子空间的{\displaystyle ||\cdot ||_{\infty }}闭包。同样，冯·诺伊曼代数有其投影生成，这是自伴算子谱定理的结果。
有限因子的投影形成连续几何。

## 因子
冯·诺伊曼代数N的中心只由恒等算子的倍数组成，称作因子。Von Neumann (1949)证明，可分希尔伯特空间上的冯·诺伊曼代数都同构于因子的直积分，这一分解是本质唯一的。因此，可分希尔伯特空间上冯·诺伊曼代数同构类的分类可转化为因子同构类的分类问题。
Murray & von Neumann (1936)指出，因子可分3类。类型分类可推广到非因子的冯·诺伊曼代数。若冯·诺伊曼代数可分解为X型因子的直积分，则就是X型的，例如交换冯·诺伊曼代数都是I1类。冯·诺伊曼代数都可唯一地写成I、II、III类冯·诺伊曼代数之和。
还有其他几种分类因子的方法：
- 若因子是I类，则称其离散；若是II类或III类，则称其连续。
- 若因子是I或II类，则称其半无限；若因子是II类，则称其纯无限。
- 若投影1是有限的，则称因子有限，否则称紧合无限。I、II类因子可能有限也可能紧合无限，III类因子总是紧合无限的。

### I类因子
若存在最小的投影{\displaystyle E\neq 0}，使得不存在投影F满足{\displaystyle 0<F<E}，则称其为I类因子。I类因子都同构于某希尔伯特空间上所有有界算子的冯·诺伊曼代数，因为每个基数都有希尔伯特空间，I类因子的同构类是与基数完全对应的。很多学者只考虑可分希尔伯特空间上的冯·诺伊曼代数，因此习惯上把有限n维希尔伯特空间上的有界算子称作{\displaystyle {\rm {I}}_{n}}型因子，可分无限维希尔伯特空间上的有界算子则是{\displaystyle {\rm {I}}_{\infty }}型因子。

### II类因子
若不存在最小投影，但存在非零有限投影，则称其为II类因子。这意味着每个投影E都可以“平分”，即有两个穆雷-冯·诺伊曼等价的投影F、G，且满足{\displaystyle E=F+G}。若II类因子中的恒等算子有限，则是{\displaystyle {\rm {II}}_{1}}型因子；否则是{\displaystyle {\rm {II}}_{\infty }}型因子。最易理解的II型因子是Murray & von Neumann (1936)发现的超无限{\displaystyle {\rm {II}}_{1}}型因子、超无限{\displaystyle {\rm {II}}_{\infty }}型因子，是{\displaystyle {\rm {II}}_{1}}、{\displaystyle {\rm {II}}_{\infty }}型中唯一的超无限因子。这类因子还有很多，都值得深入研究。Murray & von Neumann (1937)证明了一个基本结果：{\displaystyle {\rm {II}}_{1}}型因子具有唯一的有限迹态，投影的迹集为[0,1]。
{\displaystyle {\rm {II}}_{\infty }}型因子具有半无限迹，在缩放意义上唯一，投影的迹集为[0,∞]。{\displaystyle {\rm {II}}_{\infty }}型因子的基本群是实数λ集合，使得存在自同态，缩放迹λ倍。
{\displaystyle {\rm {II}}_{1}}型因子与无限I型因子的张量积是{\displaystyle {\rm {II}}_{\infty }}型，反之，任何{\displaystyle {\rm {II}}_{\infty }}型因子都可这样构造。{\displaystyle {\rm {II}}_{1}}型因子的基本群是因子与I型无限（可分）因子的张量积的基本群。多年来，人们一直在寻找基本群不是正实数群的II型因子，阿兰·科纳随后证明，具有卡日丹性质 (T)的可数离散群（平凡表示在对偶空间中孤立）（如{\displaystyle {\rm {SL}}(3,\ \mathbb {Z} )}）的冯·诺伊曼群代数具有可数基本群。后来，索林·波帕证明，特定群的基本群可能是平凡的，如{\displaystyle {\rm {SL}}(2,\ \mathbb {Z} )}对{\displaystyle \mathbb {Z} ^{2}}的半直积。
{\displaystyle {\rm {II}}_{1}}型因子的一个例子是可数无限离散群的冯·诺伊曼群代数，使每个非平凡共轭类都无限。
McDuff (1969)发现了一个具有非同构冯·诺伊曼群代数的不可数族，从而显示了不可数多个可分{\displaystyle {\rm {II}}_{1}}型因子的存在。

### III型因子
不含任何非零有限投影的因子是III型因子。Murray & von Neumann (1936)在第一篇论文中无法确定是否存在，von Neumann (1940)发现了第一个例子。由于恒等算子在这些因子中总是无限的，因此过去也称作{\displaystyle {\rm {III}}_{\infty }}，最近改做{\displaystyle {\rm {III}}_{\lambda }}，其中λ是[0, 1]中的实数。更确切地说，若（其模群的）科纳谱是1，则是{\displaystyle {\rm {III}}_{0}}型因子；若科纳谱为λ（{\displaystyle 0<\lambda <1}）的所有整数幂，则是{\displaystyle {\rm {III}}_{\lambda }}型；若科纳谱是所有正实数，则是{\displaystyle {\rm {III}}_{1}}型（科纳谱是正实数的闭子群，因此只有这些可能）。III型因子的唯一迹在所有正元素上取值为∞，任何两个非零投影都等价。III型因子曾一度被认为是很棘手的对象，但富田–竹崎理论带来了很好的结构理论。特别是，任何III型因子都可用正规方式写成{\displaystyle {\rm {II}}_{\infty }}型因子与实数的叉积。

## 预对偶
冯·诺伊曼代数M都有预对偶{\displaystyle M_{*}}，是M上所有超弱连续线性泛函的巴拿赫空间。顾名思义，M（作为巴拿赫空间）是其预对偶的对偶。预对偶是唯一的，因为对偶为M的任何其他巴拿赫空间都与{\displaystyle M_{*}}同构。Sakai (1971)证明了预对偶的存在是C*-代数中冯·诺伊曼代数的特征。
上文给出的预对偶定义似乎取决于M作用于的希尔伯特空间的选择，因为它决定了超弱拓扑。 不过也可定义为M上所有正正规线性泛函生成的空间（此处“正规”指应用于自伴算子的递增网时保上界；或等价于投影的递增序列）。
预对偶{\displaystyle M_{*}}是对偶{\displaystyle M^{*}}的闭子空间（包含M上所有范数连续线性泛函），通常小些。{\displaystyle M_{*}}不同于{\displaystyle M^{*}}的证明是非构造性的，用很重要的方式使用了选择公理。要展示在{\displaystyle M^{*}}而不在{\displaystyle M_{*}}中的元素非常困难，例如，冯·诺伊曼代数{\displaystyle I^{\infty }(Z)}上的奇特正线性形式由自由超滤子给出，对应于进入C的奇特*-同态，并描述了Z的斯通-切赫紧化。
例子：
1. {\displaystyle \mathbb {R} }上本质有界函数的冯·诺伊曼代数{\displaystyle L^{\infty }(\mathbb {R} )}的预对偶是可积函数的巴拿赫空间{\displaystyle L^{1}(\mathbb {R} )}。{\displaystyle L^{\infty }(\mathbb {R} )}的对偶严格大于{\displaystyle L^{1}(\mathbb {R} )}，例如，在{\displaystyle L^{\infty }(\mathbb {R} )}上推广了有界连续函数{\displaystyle C_{b}^{0}(\mathbb {R} )}的闭子空间上的狄拉克测度{\displaystyle \delta _{0}}的泛函不能表为{\displaystyle L^{1}(\mathbb {R} )}中的函数。
2. 希尔伯特空间H上有界算子的冯·诺伊曼代数{\displaystyle B(H)}的预对偶是所有迹类算子（迹范数为{\displaystyle ||A||={\rm {Tr}}(|A|)}）的巴拿赫空间。迹类算子的巴拿赫空间本身是紧算子的C*-代数的对偶（自身不是冯·诺伊曼代数）。

## 权、状态、迹
权、特殊状态与迹在(Takesaki 1979)中有详细讨论。
- 冯·诺伊曼代数上的权 ω是从正元素（形式{\displaystyle a^{*}a}）集到[0, ∞]的线性映射。
- 正线性泛函是ω(1)有限的权（或说是ω通过线性，到整个代数的扩张）。
- 状态是{\displaystyle \omega (1)=1}的权。
- 迹是{\displaystyle \forall a,\ \omega (aa^{*})=\omega (a^{*}a)}的权。
- 迹状态是{\displaystyle \omega (1)=1}的迹。

因子都有迹，即非零投影的迹也非零，并且当且仅当投影无限时，投影的迹才是无限的。这样的迹在重缩放的意义上是唯一的。对可分或有限的因子，当且仅当两投影具有相同的迹时，它们等价。因子类型可从迹在因子投影上的可能值获得，如下：
- {\displaystyle {\rm {I}}_{n}}型：对正数x，{\displaystyle 0,\ x,\ 2x,\ \ldots ,\ nx}（一般归一化为{\displaystyle x=1/n}或1）。
- {\displaystyle {\rm {I}}_{\infty }}型：对正数x，{\displaystyle 0,\ x,\ 2x,\ \ldots ,\ \infty }（一般归一化为x = 1）。
- {\displaystyle {\rm {II}}_{1}}型：对正数x，{\displaystyle [0,\ x]}（一般归一化为x = 1）。
- {\displaystyle {\rm {II}}_{\infty }}型：{\displaystyle [0,\ \infty ].}
- III型：{\displaystyle \{0,\ \infty \}.}

若冯·诺伊曼代数作用于含范数为1的向量v的希尔伯特空间，则泛函{\displaystyle a\to (av,\ v)}是正规状态。这种构造可反过来从正规状态给出对希尔伯特空间的作用，就是正规状态的GNS构造。

## 因子上的模
给定抽象可分因子，可要求对其模（即其所作用的可分希尔伯特空间）进行分类。结果如下：每个模H都可给定一个M维的{\displaystyle {\rm {dim}}_{M}(H)}（而非作为复向量空间的维度），这样，当且仅当它们有同样的M维时，模相互同构。M维是可加的，当且仅当一个模m的M维不大于另一模n时，m与n的子空间同构。
若模有循环可分向量，则称其是标准的。因子都有标准表示，在同构意义上唯一。标准表示有反线性对合J使{\displaystyle JMJ=M'}。对有限因子，标准模由应用于唯一正规迹态的GNS构造给出，M维被归一化，因此标准模的M维为1，而对无限因子，标准模是M维无穷大的模。
模的可能M维数如下：
- {\displaystyle {\rm {I}}_{n}}（n有限）型：M维可以是{\displaystyle 0/n,\ 1/n,\ 2/n,\ 3/n,\ \ldots ,\ \infty }。标准模的M维数为1（复维数为2）。
- {\displaystyle {\rm {I}}_{\infty }}型：M维可以是{\displaystyle 0,\ 1,\ 2,\ 3,\ \ldots ,\ \infty }。{\displaystyle B(H)}的标准表示是{\displaystyle H\otimes H}，其M维数无穷大。
- {\displaystyle {\rm {II}}_{1}}型：M维可以是[0, ∞]中的任意数。归一化后，标准模的M维数为1。M维也称作模H的耦合常数。
- {\displaystyle {\rm {II}}_{\infty }}型：M维可以是[0, ∞]中的任意数。一般来说没有规范方法归一化，因子可能有外自同构，将M维乘以常数。标准表示是M维数无穷大的表示。
- III型：M维可以是0或∞。任意两个非零模都同构，所有非零模都是标准的。

## 可均冯·诺伊曼代数
Connes (1976)等人证明，可分希尔伯特空间H上的冯·诺伊曼代数M的下列条件等价：
- M是'超无限或近似有限维（AFD）或近似有限的：代数包含有限维子代数的递增序列的，具有稠密的交（注意有人用“超有限”表示“AFD且有限”）。
- M是可均的（amenable）：在正规巴拿赫双模中取值的M的导子都是内的。[3]
- M具有施瓦茨性质P：对H上任意有界算子T，元素{\displaystyle uTu^{*}}的弱算子闭凸包包含与M交换的元素。
- M 是半离散的：恒等映射{\displaystyle M\to M}是秩有限的完全正映射的弱点极限。
- M具有性质E或羽毛田–富山扩张性：从H上的有界算子到M '，有范数为1的投影。
- M是单射：从任意含幺C*-代数A的任意含1自伴闭子空间到M的任何完全正映射，都可推广为A到M的完全正映射。

上面这类代数没有公认的术语，科纳建议用可均。
可均因子已被分类：在{\displaystyle 0<\lambda \leq 1}的条件下，{\displaystyle {\rm {I}}_{n},\ {\rm {I}}_{\infty },\ {\rm {II}}_{1},\ {\rm {II}}_{\infty },\ {\rm {III}}_{\lambda }}各有一个，{\displaystyle {\rm {III}}_{0}}的对应某些遍历流。（对{\displaystyle {\rm {III}}_{0}}型，称其为分类有点误导，因为众所周知，并没有简单的遍历流分类方法。）I型与{\displaystyle {\rm {II}}_{1}}型由Murray & von Neumann (1943)分类，{\displaystyle {\rm {III}}_{1}}由Haagerup分类，其余的由Connes (1976)分类。
所有可均因子都能用穆雷和冯·诺伊曼对单一遍历变换的群测度空间构造得到。事实上，它们正是Z或Z/nZ在阿贝尔冯·诺伊曼代数{\displaystyle L^{\infty }(X)}上的自由遍历作用的叉积产生的因子。测度空间X是原子的，且作用是传递的，则出现I型因子；X是扩散的或非原子的，则等价于[0,1]的测度空间。X具有等价有限（{\displaystyle {\rm {II}}_{1}}）或无限（{\displaystyle {\rm {II}}_{\infty }}）测度，且在Z的作用下不变时，出现II型因子；若无不变测度，只有不变测度类，则出现III型因子，称作克里格因子（Krieger factor）。

## 冯·诺伊曼代数的张量积
两希尔伯特空间的张量积是其代数张量积的完备化。可定义冯·诺伊曼代数的张量积（代数视作环的代数张量积的完备化），所得也是冯·诺伊曼代数，并作用于对应希尔伯特空间的张量积。两有限代数的张量积有限，无限代数和非零代数的张量积无限。冯·诺伊曼代数张量积的类型取较大值。张量积交换定理指出
{\displaystyle (M\otimes N)^{\prime }=M^{\prime }\otimes N^{\prime },}
其中M' 表示M的交换子。
无穷多冯·诺伊曼代数的张量积通常是个大得离谱的不可分代数。von Neumann (1938)指出，应在每个冯·诺伊曼代数上选取一个状态，以定义代数张量积上的一个状态，从而产生希尔伯特空间与（较小的）冯·诺伊曼代数。Araki & Woods (1968)研究了所有因子都是有闲矩阵代数的情形，这些因子称作Araki–Woods因子或ITPFI因子（ITPFI表示“有限I型因子的无限张量积”）。无限张量积的类型可随着状态改变发生巨大变化，如无限多{\displaystyle {\rm {I}}_{2}}型因子的无限张量积可具有任意类型，取决于状态的选择。特别是Powers (1967)对{\displaystyle {\rm {I}}_{2}}型因子进行无限张量积，发现了{\displaystyle 0<\lambda <1}时不可数的非同构超无限{\displaystyle {\rm {III}}_{\lambda }}型因子不可数族，称作Powers因子，每个因子的状态如下：
{\displaystyle x\mapsto {\rm {Tr}}{\begin{pmatrix}{1 \over \lambda +1}&0\\0&{\lambda  \over \lambda +1}\\\end{pmatrix}}x.}
所有不是{\displaystyle {\rm {III}}_{0}}的超无限冯·诺伊曼代数都同构于Araki–Woods因子，有不可数多的{\displaystyle {\rm {III}}_{0}}型超无限冯·诺伊曼代数不同构。

## 双模与子因子
双模（或对应）是有两个交换冯·诺伊曼代数的模作用的希尔伯特空间H。双模的结构比模丰富得多。两因子上的双模总给出子因子，因为其中一因子总包含于另一因子的交换子中。此外，科纳在双模上发现了一种微妙的相对张量积运算。沃恩·琼斯提出的子因子理论调和了这两种看似迥异的观点。
双模对离散群Γ的冯·诺伊曼群代数M也很重要。事实上，若V是Γ的任意酉表示，将Γ视作Γ × Γ的对角子群，{\displaystyle I^{2}(\Gamma ,\ V)}上相应的诱导表示自然就是M的两个交换副本的双模。Γ的重要表示论性质完全可用双模表述，因此对冯·诺伊曼代数本身也有意义。例如，科纳和琼斯以这种方式给出了冯·诺伊曼代数的卡日丹性质 (T)的类似定义。

## 不可均因子
I型冯·诺伊曼代数可均，其他类型则有不可数多种不可均因子，似乎很难分类，甚至很难相互区分。Voiculescu证明，来自群测度空间构造的不可均因子类与来自自由群的冯·诺伊曼代数群不相交。后来小泽登高证明，双曲群的冯·诺伊曼代数群会产生素的{\displaystyle {\rm {II}}_{1}}型因子，即不能作为{\displaystyle {\rm {II}}_{1}}型因子的张量积进行分解，这结果最早由Leeming Ge利用Voiculescu的自由熵，对自由群因子进行了证明。波帕关于不可均因子基本群的研究是另一项重大进展。目前“超无限之外”的因子理论正在迅速扩展，并取得了许多令人惊讶的成果，与几何群论和遍历理论中的刚性现象有密切关系。

## 例子
- σ有限测度空间上的本质有界函数构成了作用于{\displaystyle L^{2}}函数的交换（{\displaystyle {\rm {I}}_{1}}型）冯·诺伊曼代数。对一些通常认为病态的非σ有限测度空间，{\displaystyle L^{\infty }(X)}不是冯·诺伊曼代数，如可测集的σ代数可能是不可数集上的可数-余可数代数。基本近似定理可用卡普兰斯基稠密性定理表示。
- 任意希尔伯特空间上的有界算子构成冯·诺伊曼代数，实际上是I型因子。
- 若在希尔伯特空间H上的群G我们有任意酉表示，则与G交换的有界算子形成冯·诺伊曼代数G' ，其投影精确对应H在G下不变的闭子空间。等价子表示对应G' 中的等价投影。G的双交换G' ' 也是冯·诺伊曼代数。
- 离散群G的冯·诺伊曼群代数是{\displaystyle H=I^{2}(G)}上所有与G在H上的作用通过右乘交换的有界算子的代数。可以证明，这就是由与{\displaystyle g\in G}的左乘相对的算子生成的冯·诺伊曼代数。若G的非平凡共轭类都无限（例如非阿贝尔自由群），则它就是（{\displaystyle {\rm {II}}_{1}}型）因子；若G是有限子群的并（如固定了除有限多元素外所有整数的置换群），则就是{\displaystyle {\rm {II}}_{1}}型超无限因子。
- 如上一节所述，两冯·诺伊曼代数的张量积或有状态的可数张量积是冯·诺伊曼代数。
- 可定义冯·诺伊曼代数与离散（更一般地，局部紧）群的叉积，也是冯·诺伊曼代数。特殊情形是穆雷合冯·诺伊曼的群测度空间构造，以及克里格因子。
- 可定义可测等价关系的冯·诺伊曼代数和可测广群。这些例子概括了冯·诺伊曼群代数和群测度空间构造。

## 应用
冯·诺伊曼代数在纽结理论、统计力学、量子场论、局部量子力学、自由概率、非交换几何、表示论、微分几何与动力系统等领域都有应用。
例如，C*-代数为概率论提供了另一种公理化方法，称作GNS构造。这类似于测度和积分的两种方法，可以先构造集合的测度，再定义积分；或者先构造积分，再将集合度量定义为特征函数的积分。